# Pharaohs Thai United FC
Der Pharaohs Thai United Football Club (thailändisch สโมสรฟุตบอลฟาโรห์ ไทย ยูไนเต็ด), auch bekannt als FC The Wall, ist ein thailändischer Fußballverein aus U Thong in der Provinz Suphanburi. Ab der Saison 2025/26 spielt der Verein in der Western Region der dritten Liga, der Thai League 3.

## Geschichte
Der Verein wurde 2020 gegründet. 2025 nahm der Verein am Spielbetrieb der viertklassigen Thailand Semi-Pro League teil. Am Ende der Saison 2025 wurde der Verein Meister der Western Region und stieg in die Western Region der dritten Liga auf.

## Erfolge
- Thailand Semi-Pro League (West): 2025  ▲

## Stadion
Der Verein trägt seine Heimspiele im Rajamangala University of Technology Suvarnabhumi Suphanburi Stadium in der Provinz Suphanburi aus.

## Aktueller Kader
Stand: 6. Mai 2025
| Nr. |          | Position | Name                   |
| --- | -------- | -------- | ---------------------- |
| 1   | Thailand | TW       | Phurin Aiadrueang      |
| 2   | Thailand | AB       | Panupong Ngoenjungreed |
| 3   | Thailand | AB       | Panai Jiawong          |
| 4   | Thailand | AB       | Jessarit Meechan       |
| 5   | Thailand | AB       | Nutthaphong Samthong   |
| 6   | Thailand | MF       | Kittikawin Sesmapon    |
| 7   | Thailand | MF       | Tanakit Kasikitpanich  |
| 8   | Thailand | ST       | Phanuwit Malalueang    |
| 9   | Thailand | ST       | Kanokpon Cherkota      |
| 10  | Thailand | MF       | Napop Chinna           |
| 11  | Thailand | ST       | Thiraphatn Yaempikun   |
| 12  | Thailand | MF       | Panuwat Metawo         |
| 13  | Thailand | ST       | Phanuwat Pokkla        |
| 14  | Thailand | MF       | Sutthipong Mammungsil  |
| 15  | Thailand | MF       | Surawish Boonkrob      |

| Nr. |          | Position | Name                         |
| --- | -------- | -------- | ---------------------------- |
| 16  | Thailand | ST       | Thammabut Kanchanaprasatporn |
| 17  | Thailand | AB       | Ranyakorn Kraseasen          |
| 18  | Thailand | TW       | Kunanon Chaengpia            |
| 19  | Thailand | ST       | Nitiphum Kongsaou            |
| 20  | Thailand | MF       | Tattakorn Doelah             |
| 21  | Thailand | ST       | Kissaphon Chumjit            |
| 22  | Thailand | AB       | Pakapon Srichom              |
| 23  | Thailand | AB       | Natanon Phadungson           |
| 24  | Thailand | MF       | Jinnathorn Sangkaew          |
| 25  | Thailand | TW       | Aekkapol Jantra              |
| 26  | Thailand | ST       | Nittirad Kaewsri             |
| 27  | Thailand | AB       | Preerapat Khampo             |
| 28  | Thailand | ST       | Feerapat Kaewnongkae         |
| 29  | Thailand | MF       | Veerapat Kosuma              |
| 30  | Thailand | MF       | Supphakrit Phaeardun         |

## Saisonplatzierung
| Saison                  | Liga                            | Liga        | Liga        | Liga        | Liga        | Liga        | Liga        | Liga        | Liga        | Pokal       | Pokal       | Pokal       |
| Saison                  | Liga                            | Level       | Spiele      | S           | U           | N           | Tore        | Punkte      | Position    | FA Cup      | League Cup  | T3 Cup      |
| FC The Wall             | FC The Wall                     | FC The Wall | FC The Wall | FC The Wall | FC The Wall | FC The Wall | FC The Wall | FC The Wall | FC The Wall | FC The Wall | FC The Wall | FC The Wall |
| ----------------------- | ------------------------------- | ----------- | ----------- | ----------- | ----------- | ----------- | ----------- | ----------- | ----------- | ----------- | ----------- | ----------- |
| 2025                    | Thailand Semi-Pro League – West | 4           | 6           | 3           | 3           | 0           | 11:4        | 12          | 1. ▲        | –           | –           | –           |
| Pharaohs Thai United FC |                                 |             |             |             |             |             |             |             |             |             |             |             |
| 2025/26                 | Thai League 3 – West            | 3           |             |             |             |             |             |             |             | –           | –           | –           |